# Борисенков, Дмитрий Анатольевич
Дмитрий Анатольевич Борисенков (род. 25 мая 1979) — российский футболист, игрок в пляжный футбол.
Воспитанник СДЮСШОР-5 «Юность» Калининград.
Выступал в низших дивизионах Польши за клубы «Уния» Сважендз (1997/98) и «Ежовец» Познань (1998/99). В 1999 году провёл 20 игр во втором российском дивизионе за «Динамо» Омск, затем играл в любительских соревнованиях за калининградские клубы «Волна» (2000) и «Тарко»/«Балтика-Тарко» (2001—2003). В 2004 за «Балтику-Тарко» сыграл 27 игр, забил один гол во втором дивизионе.
В сезоне 2006/07 играл в чемпионате Калининградской области по мини-футболу за «Лукойл».
Выступал за любительские клубы «Лукойл» Калининград (2009), «Гусев» Гусев (2010), «Принцип» Калининград (2011), «Светлый» Светлый (2012).
В 2010 году провёл три матча, забил два гола в чемпионате России по пляжному футболу за калининградский «Лукойл».
Младший брат Максим также футболист.